# Karl Heinz Metz
Karl Heinz Metz (* 14. Juni 1946 in Seefeld (Oberbayern)) ist ein deutscher Historiker.
Metz studierte Geschichte, Germanistik, Politologie und Philosophie an der Universität München. Er promovierte 1976 in München mit einer Studie zu methodologischen Fragen der Wissenschaftsgeschichte, die er an Fallbeispielen erörterte. Nach Forschungsaufenthalten u. a. in Oxford und Bielefeld habilitierte er sich 1983 und wurde 1986 Professor für Neuere Geschichte, mit Schwerpunkt auf Westeuropäischer Geschichte, an der Universität Erlangen. Seit 2011 ist er emeritiert.
Seine Forschungsschwerpunkte sind Geschichtstheorie, soziale Sicherheit, Technikgeschichte und die Geschichte der Gewalt.

## Schriften (Auswahl)
- Grundformen historiographischen Denkens. Wissenschaftsgeschichte als Methodologie, dargestellt an Ranke, Treitschke und Lamprecht. Mit einem Anhang über zeitgenössische Geschichtstheorie. Fink, München 1979, ISBN 3-7705-1550-1 (Zugleich: München, Univ., Fachbereich Geschichts- und Kunstwissenschaft, Diss., 1976).
- Industrialisierung und Sozialpolitik. Das Problem der sozialen Sicherheit in Großbritannien 1795–1911 (= Veröffentlichungen des Deutschen Historischen Instituts London, Bd. 20). Vandenhoeck u. Ruprecht, Göttingen 1988, ISBN 3-525-36305-2.
- Ursprünge der Zukunft. Die Geschichte der Technik in der westlichen Zivilisation. Schöningh, Paderborn 2006, ISBN 3-506-72962-4.
- Geschichte der Gewalt. Krieg, Revolution, Terror. Primus, Darmstadt 2010, ISBN 978-3-89678-697-5.
- Von der Erinnerung zur Erkenntnis. Eine neue Theorie der Geschichte. WBG, Darmstadt 2012, ISBN 978-3-534-25221-3.